# Jonas H. Ingram
Jonas H. Ingram (15 d'octubre de 1886 - 9 de setembre de 1952) fou un militar estatunidenc que participà en la Primera i Segona Guerra Mundial servint en la Marina dels Estats Units. Va arribar a ser comandant de la flota de l'Atlàntic durant el conflicte i va ser distingit amb la Medalla d'Honor.

## Biografia
De jove estudià a l'Institut de Jeffersonville i a l'Acadèmia Militar de Culver (Indiana), sent destinat a l'Acadèmia Naval dels Estats Units el 1903, amb 17 anys. Durant la seva estada a l'acadèmia va ser membre dels equips de rem, curses i futbol americà, liderant l'equip que aconseguiria la primera victòria en sis anys contra els seus rivals de l'Exèrcit en marcar l'únic touchdown al partit Exèrcit-Marina. Els seus èxits esportius van fer que se li atorgués la prestigiosa Espasa Atlètica i que ingressés al Passeig de la Fama del Futbol de l'Acadèmia el 1968.

### Carrera com a entrenador
Com a tinent, Ingram va ser nomenat 15è entrenador de futbol de l'equip de la marina, amb base a Annapolis (Maryland), ocupant el càrrec durant dues temporades, des de 1915 fins a 1916. Les seves xifres són 9 victòries, 8 derrotes i 2 empats. En concloure la temporada 2007, està situat en la 22a posició pel que fa a victòries a l'Acadèmia Naval i el 24è en percentatge de victòries (0,526).

### Carrera militar
Després de la seva graduació el 1907, Ingram serví a diversos cuirassats, creuers i destructors. Com a oficial de torreta a bord del cuirassat USS Arkansas establí un record mundial disparant canons de 305mm. El 22 d'abril de 1914 desembarcà a Veracruz, Mèxic, amb el batalló de l'Arkansas, rebent la Medalla d'Honor per la conducta distingida en combat i l'habilidós i eficient ús de l'artilleria i les metralladores.

### I Guerra Mundial i anys d'entreguerres
Durant la I Guerra Mundial rebé la Creu de la Marina pels seus serveis a l'estat major del contraalmirall Hugh Rodman, 9a divisió, força de batalla, Flota de l'Atlàntic.
Amb el rang de Comandant, el 1924 esdevingué l'oficial comandant del destructor USS Stoddert abans de tornar a l'Acadèmia Naval per servir com a director d'atletisme i futbol entre 1926 i 1930.
Ingram passà a comandar el cuirassat USS Pennsylvania durant un breu període, per servir a continuació com a oficial a càrrec de la Branca de Relacions Públiques.
Abans de la seva promoció a capità el 1935, Ingram serví com a ajudant del Secretari de la Marina, abans de tornar al mar com a comandant del Sisè Esquadró de Destructors. De nou a terra, va ser capità del port de les Drassanes de la Marina de Nova York a Brooklyn, Nova York, abans de tornar al mar, per comandar el cuirassat USS Tennessee.

### II Guerra Mundial
Durant els anys inicials de la II Guerra Mundial, Ingram va ser promogut a contraalmirall el 10 de gener de 1941, servint com a comandant de la Task Force 3, abans de ser nomenat al setembre de 1942 com a Comandant de la Força de l'Atlàntic Sud, Flota de l'Atlàntic, amb grau de Vicealmirall. Aquesta força, amb base al Brasil, protegia la navegació a les aigües costaneres al sud de l'Equador i a la zona de responsabilitat estatunidenca a l'Atlàntic Sud. El comandament de l'almirall Ingram incloïa unitats aèries i de superfície brasileres que van assolir un gran nivell d'eficiència. La capacitat per desenvolupar i mantenir l'harmonia i cooperació amb les forces navals brasileres contribuïren al control a l'Atlàntic Sud assolit pels Aliats. Assumí una responsabilitat personal en preparar adequadament la Marina del Brasil per a les seves operacions contra els U-boats alemanys, i després per a la important tasca de mantenir les patrulles aèries i navals pel seu desplegament al Pacífic. Pels seus serveis en aquest important comandament va ser condecorat amb la Medalla del Servei Distingit a la Marina i amb una estrella d'or.
El 15 de novembre de 1944 va ser nomenat comandant de la Flota de l'Atlàntic, amb grau d'Almirall. Des d'aquest càrrec tingué un paper major en assegurar el flux de tropes i material cap a Europa a través de l'Atlàntic durant les darreres fases de la Segona Guerra Mundial. També dirigí els esforços de la Flota per destruir la flota submarina alemanya. Pel seu servei excepcionalment meritori en aquest comandament, rebé una segona estrella d'or per a la seva Medalla del Servei Distingit

### Després de la II Guerra Mundial, retir i darrers anys
Durant setembre de 1946 va ser rellevat del càrrec de Comandant de la Flota de l'Atlàntic i es retirà del servei actiu l'1 d'abril de 1947, després de 44 anys de servei.
Ingram va ser nomenat comissionat de l'All-America Football Conference, on va estar fins al 1949, on passà a exercir de vicepresident de la Reynolds Metals Company.
L'agost de 1952 patí un atac de cor mentre que servia com a superintendent de les escoles d'estiu de les Acadèmies Culver, patint-ne un altre el 9 de setembre, mentre que es trobava ingressat a l'Hospital Naval dels Estats Units a San Diego, morint el vespre següent.

## Condecoracions
Medalla d'Honor
 Creu de la Marina
 Medalla del Servei Distingit a la Marina amb dues estrelles de servei
 Cor Porpra (per les ferides rebdes durant un encontre amn una llopada de submarins alemanys al 1942)
 Medalla del Servei a Mèxic
 Medalla de la Victòria a la I Guerra Mundial amb barra Grand Fleet
 Medalla del Servei de Defensa Americana amb "A" de bronze
 Medalla de la Campanya Americana
 Medalla de la Campanya Europea-Africana-Orient Mitjà
 Medalla de la Victòria a la II Guerra Mundial
 Orde de la Creu del Sud (Brasil)
 Gran Oficial de l'orde del Mèrit Militar (Brasil)
  Medalla del Servei Naval Distingit (Brasil)
 Gran Oficial del Mèrit Aeronàutic (Brasil)
 Cavaller Comandant de l'orde de l'Imperi Britànic
 Orde de Leopold II (Bèlgica)
El destructor USS Jonas Ingram (DD-938), botat el 1956, va ser batejat en honor seu.